# Лопашовський потік
Лопашовський потік (словац. Lopašovský potok) — річка в Словаччині, ліва притока Хтелнички, протікає в окрузі П'єштяни.
Довжина приблизно 7.0-7.9 км. Витік знаходиться в масиві Дунайська низовина (геоморфологічна підодиниця Подунайські пагорби); на висоті близько 240—243 метрів.
Протікає територією сіл Дольни Лопашов і Нижня. Впадає у Хтелничку на висоті приблизно 182—185 метрів.